# Unione Sportiva Città di Pontedera 2016-2017
Questa voce raccoglie le informazioni riguardanti l'Unione Sportiva Città di Pontedera nelle competizioni ufficiali della stagione 2016-2017.

## Organigramma societario
Area direttiva
- Presidente: Gianfranco Donnini e Paolo Boschi

Area tecnica
- Allenatore: Paolo Indiani
- Allenatore in seconda: Ivan Maraia
- Preparatore atletico: Fabio Ristori
- Preparatore dei portieri: Michele Ribechini

## Rosa
| N. |                    | Ruolo | Calciatore                  |
| -- | ------------------ | ----- | --------------------------- |
| 1  | Italia (bandiera)  | P     | Leonardo Citti              |
| 2  | Italia (bandiera)  | D     | Lorenzo Borri               |
| 3  | Italia (bandiera)  | C     | Andrea Gemignani            |
| 4  | Italia (bandiera)  | D     | Giacomo Risaliti            |
| 5  | Italia (bandiera)  | D     | Federico Vettori (capitano) |
| 6  | Italia (bandiera)  | D     | Lorenzo Polvani             |
| 7  | Italia (bandiera)  | A     | Claudio santini             |
| 8  | Italia (bandiera)  | C     | Simone Della Latta          |
| 9  | Italia (bandiera)  | A     | Davide Cais                 |
| 10 | Italia (bandiera)  | A     | Francesco Di Santo          |
| 11 | Nigeria (bandiera) | A     | Paul Akpan King Udoh        |
| 12 | Italia (bandiera)  | P     | Alessandro Giacomel         |
| 13 | Italia (bandiera)  | D     | Niccolò Curti               |
| 14 | Italia (bandiera)  | C     | Daniel Gemignani            |
| 15 | Italia (bandiera)  | C     | Roberto Bonaventura         |

| N. |                    | Ruolo | Calciatore           |
| -- | ------------------ | ----- | -------------------- |
| 16 | Italia (bandiera)  | C     | Francesco Corsinelli |
| 17 | Italia (bandiera)  | C     | Gianmarco Chella     |
| 18 | Italia (bandiera)  | C     | Giacomo Calò         |
| 19 | Italia (bandiera)  | C     | Riccardo Calcagni    |
| 20 | Italia (bandiera)  | A     | Luca Bargiggia       |
| 21 | Italia (bandiera)  | D     | Alessandro Videtta   |
| 22 | Italia (bandiera)  | P     | Leonardo Becuzzi     |
| 23 | Italia (bandiera)  | C     | Claudio Zappa        |
| 24 | Italia (bandiera)  | D     | Riccardo Massa       |
| 25 | Italia (bandiera)  | P     | Giuseppe Letizia     |
| 26 | Italia (bandiera)  | D     | Salvatore Barca      |
| 27 | Italia (bandiera)  | C     | Gianmarco Manetti    |
| 28 | Italia (bandiera)  | D     | Giorgio Cavalli      |
| 29 | Italia (bandiera)  | P     | Gianclaudio Lori     |
| 30 | Albania (bandiera) | C     | Elvis Kabashi        |